# La Palma, El Oro
La Palma är en ort i kommunen El Oro i delstaten Mexiko i Mexiko. Samhället hade 394 invånare vid folkräkningen år 2020.